# Derek Johnstone
Derk Joseph Johnstone (n. Dundee, Escocia, 4 de noviembre de 1953) es un exfutbolista y actual entrenador escocés que jugaba de delantero y militó en diversos clubes de Escocia e Inglaterra. Es plenamente identificado con el Rangers de su país, ya que militó en 2 ciclos diferentes en ese club y además, fue el club donde inició su carrera como futbolista

## Selección nacional
Con la Selección de fútbol de Escocia, disputó 14 partidos internacionales y anotó solo 2 goles. Incluso participó con la selección escocesa, en una sola edición de la Copa Mundial. La única participación de Johnstone en un mundial, fue en la edición de Argentina 1978. donde su selección quedó eliminado en la primera fase de la cita de Argentina.

### Participaciones en Copas del Mundo
| Mundial                        | Sede      | Resultado    |
| ------------------------------ | --------- | ------------ |
| Copa Mundial de Fútbol de 1978 | Argentina | Primera Fase |

## Clubes
| Club            | País       | Año       |
| --------------- | ---------- | --------- |
| Rangers         | Escocia    | 1970-1983 |
| Dundee United   | Escocia    | 1983-1984 |
| Chelsea         | Inglaterra | 1984-1985 |
| Rangers         | Escocia    | 1985-1986 |
| Patrick Thistle | Escocia    | 1986-1987 |